# Renault Reinastella
Renault Reinastella — представницький автомобіль, що виготовлявся французьким автовиробником Renault у 1929—1933 рр.
Легковий автомобіль представили на Паризькому автосалоні у 1928 р. як Renault Renahuit. Модель Reinastella стала першою з серії представницьких автомобілів Stella, здатною конкурувати з тодішніми «Іспано-Сюїзами», «Ролс-Ройсами», «Деймлерами», «Лінкольнами», «Паккардами» та «Кадилаками». Автомобілі лінійки Stella продавались із зіркою приклепаною до решітки радіатора понад емблемою «Рено».
Reinastella стала найбільшою з усіх «Рено» з часу появи марки: її довжина сягала 5,3 м (17 футів), ширина — 2 м (6 футів). Споряджена маса автомобіля становила близько 2,5 т. Вперше на «Рено» був встановлений 8-циліндровий двигун, що давав змогу розвивати 140 км/год (87 милі/год). Також Reinastella стала першим «Рено», у котрого радіатор розміщувався попереду двигуна (традиційно для сучасних автомобілів).
Капот Reinastell'и був довшим ніж у пізніших моделей Nervastella чи Vivastella, однак як і наступники автомобіль був доступний у різній комплектації: закритий седан чи ландо. Створені провідними французькими виробниками кузова оздоблювались характерно до золотої ери класичного кузовобудування. Ці моделі виготовлялись до 1931 р.
У 1933 р. було представлене купе Reinasport. Воно стало легшим та економнішим, покликаним конкурувати з британськими та американськими моделями у складному економічному середовищі Великої Депресії.
Свого часу Reinastella стала ознакою розкоші у франкомовному світі, як «Роллс-Ройс» у Великій Британії та США. Тому, автомобіль інколи з'являвся у тодішніх популярних медіа як символ багатства. Наприклад, у «Голубому лотусі» (1936 р.) та «Крабі з золотими клешнями» (1941 р.) з серії бельгійських коміксів «Пригоди Тінтіна» (зображення нагадують автомобіль у варіанті таксі).
Значна кількість алюмінію у конструкції зробила усі автомобілі серії Stella поширеними для переробки під час Другої світової війни. Всього лише кілька сотень екземплярів було виготовлено, а ті що дожили до наших днів знаходяться у музейних колекціях.
Назва була використана для прототипа літаючого автомобіля у 1992 р. Такий літаючий автомобіль вперше представили у колорамному фільмі Le Visionarium, на атракціонах у Діснейленді. Фільм спонсорувала компанія «Рено» з 1992 по 2002 р. Прототип досі можна побачити на деяких спеціальних автомобільних виставках у Європі.